# Ven House

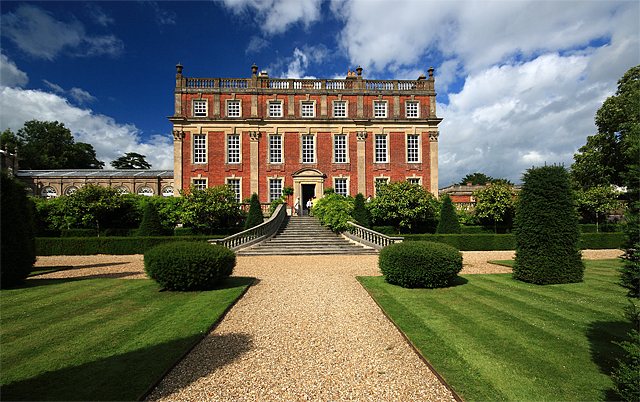
Ven House

Ven House ist ein Herrensitz in Milborne Port, Somerset, England, der von English Heritage als Gebäude in Grade I eingestuft wurde.

## Geschichte
Im 16. Jahrhundert gehörte der Herrensitz der Familie Carent, die es 1679 an Edward Carteret verkaufte. Als Sir Edward starb, vermietete es sein Sohn Sir Charles an Thomas Medlycott aus London und verkaufte es später an dessen Bruder James.
Der Bau des kleineren im Stil der Regierungszeit von Wilhelm III. und Maria II. gebauten Hauses wurde 1698–1700 abgeschlossen; um 1725–1730 wurde es von Nathaniel Ireson für James Medlycott erweitert. Dabei blieb die Westfassade des früheren Hauses bestehen. Das Haus steht auf einer künstlich erhöhten Terrasse und ist von der Parkanlage umgeben, die zu jener Zeit von Richard Grange angelegt wurde. Es wurde von Thomas Cubitt und Decimus Burton zwischen 1835 und 1836 umgebaut und erweitert.
Das Haus war während des 18. und 19. Jahrhunderts im Besitz der Familie Medlycot, bis diese zwischen 1918 und 1925 den größten Teil des Anwesens veräußerte. Das Haus hatte eine Reihe von Bewohnern, bis es 1957 von Hubert Mervyn Medlycot verkaufte. Seit 1993 wurde es viermal weiterveräußert, zuletzt 2006 zum Preis von 8.500.000 £. 2009 gehörte es Jasper Conran.

## Architektur
Das Haus, dessen rechteckiger Grundriss sieben beziehungsweise fünf Joche umfasst, ist aus rotem Backstein im flämischen Verbund gemauert, wobei vereinzelt Hamstone dazwischengefügt ist. Nord- und Südfassade sind durch zwei große korinthische Säulen unterteilt, die so angeordnet sind, dass sie den Eindruck eines zentralen Blocks erwecken, der drei Joche spannt. Das Satteldach mit walisischem Schiefer beginnt hinter einer Balustraden-Brüstung. Mit dem Haus zusammengebaut sind Pavillons im Nordwesten und Nordosten. An der Südseite des Hauses befindet sich eine Terrasse, die durch die Balustrade an das Haus angepasst ist.
Als das Haus erbaut wurde, befand sich das Hauptzufahrtstor etwa 400 m nördlich des Hauses zu East Street und The Old Road hin. Im 19. Jahrhundert wurde die London Road gebaut, wodurch ein großer Teil der Parklandschaft vom Haus abgetrennt wurde, und die Torpfeiler mit dem schmiedeeisernen Tor wurden an die heutige Stelle 35 m nordwestlich des Hauses verlegt.
Die von Decimus Burton ausgeführten Baumaßnahmen von 1836 schufen ein neues Empfangszimmer für Sir W. Medleycott und beinhalteten den Bau eines Korridores, der das Ven House mit der Orangerie verband und den Bau der Orangerie selbst. Ebenfalls um 1836 entstanden der Stall und einige weitere Nebengebäude an der Ostseite des Hauses.

## Gärten und Park
Das Haus war ursprünglich von einem 70 Hektar großen Grundstück umgeben, wovon etwa 6 Hektar als Gärten angelegt waren und der Rest Parkland war. Diese Fläche ist heute wesentlich kleiner, sie wird von einem Arm des River Yeo durchströmt.
Auf der Südseite des Hauses befindet sich eine ummauerte Gartenanlage, der als Kräutergarten und Gärtnerei diente, nunmehr jedoch weitgehend der Zierde dient. Er ist von roten Ziegelmauern umgeben, die etwa vier Meter hoch sind.
Die Reste der formalen Gärten und der Parklandschaft aus dem frühen 18. Jahrhundert sind im South Somerset Register of Historic Parks and Gardens als Grade II eingestuft.